# Hubert Schulze Pellengahr
Bernhard Hubert Arthur Robert Schulze Pellengahr Freiherr von Freusberg-Steinhorst (* 15. August 1899 in Ascheberg; † 23. Juni 1985 ebenda) war ein deutscher Politiker (Zentrum, später CDU).

## Leben
Schulze Pellengahr wurde als ältester Sohn des Ökonomen und Zentrumspolitikers Heinrich Franz Julius Schulze Pellengahr (dieser wurde gegen Ende der Monarchie in Würdigung seiner Verdienste durch den preußischen König Wilhelm II. in den erblichen Freiherrenstand erhoben und führte seitdem den Namen „Schulze Pellengahr Freiherr von Freusberg-Steinhorst“) und dessen aus Wadersloh stammender Ehefrau Gertrude Schulze Brexel auf Haus Steinhorst bei Ascheberg (Westfalen) geboren. Sein Großvater war der preußische Landtagsabgeordnete und Zentrumspolitiker Caspar Hubert Gustav Schulze Pellengahr. Auf dem elterlichen Hof wuchs er mit drei Brüdern und drei Schwestern auf.
Nach dem Besuch der Volks- und Rektoratsschule zu Ascheberg wechselte er auf das Bischöfliche Gymnasium Collegium Augustinianum Gaesdonck bei Goch am Niederrhein, das er im Juni 1917 mit dem Reifezeugnis verließ. Direkt danach wurde er in die Reichswehr einberufen und zur Westfront abkommandiert. Nach seiner Entlassung aus dem Kriegsdienst studierte er Land- und Volkswirtschaft an der Westfälischen Wilhelms-Universität zu Münster, woran sich eine praktische landwirtschaftliche Ausbildung auf dem Provinzialgut Velen anschloss.
Am 20. Juni 1928 heiratete er die aus Greven stammende Hedwig Schulze Höping. Aus dieser Verbindung gingen zwei Söhne und eine Tochter hervor. Mit seiner Frau übernahm er nach dem Tode seines Vaters den elterlichen Hof, Haus Steinhorst in Ascheberg, den er als Landwirt bewirtschaftete.
Zu Beginn des Zweiten Weltkrieges in die Wehrmacht einberufen, konnte seine Frau durch Fürsprache seines Vetters, des Generalleutnants Richard Pellengahr, 1940 seine Freistellung erwirken, sodass er sich wieder der Bewirtschaftung seines Hofes widmen konnte.
Er starb auf seinem Hof in Ascheberg und wurde in der dortigen Familiengruft beigesetzt.
Sein Neffe ist Christian Schulze Pellengahr.

## Politische Tätigkeit
Vor 1933 gehörte er der Zentrumspartei an, zog sich mit der Machtübernahme der Nationalsozialisten jedoch vollständig aus der Politik zurück. Unmittelbar nach Kriegsende wurde er 1945 durch die britische Militärregierung in den ersten Gemeinderat seiner Heimatgemeinde Ascheberg berufen. Dort gehörte er ebenso wie im Kreis Lüdinghausen zu den Mitbegründern der CDU. Von 1946 bis 1969 war er in sechs Wahlperioden Mitglied des Kreistages zu Lüdinghausen, zunächst als CDU-Fraktionsvorsitzender und Stellvertretender Landrat, ab dem 1. Dezember 1958 als Landrat des Kreises Lüdinghausen. Von 1949 bis 1961 gehörte er dem Deutschen Bundestag an, wo er als direkt gewählter Abgeordneter den Wahlkreis Lüdinghausen – Coesfeld vertrat. Neben seinen politischen Ämtern und Funktionen engagierte er sich in kirchlichen und berufsständischen Vereinigungen und Verbänden.

## Ehrungen und Auszeichnungen
- 1917: Eisernes Kreuz II. Klasse,
- 1969: Großes Bundesverdienstkreuz